# Garnkasten

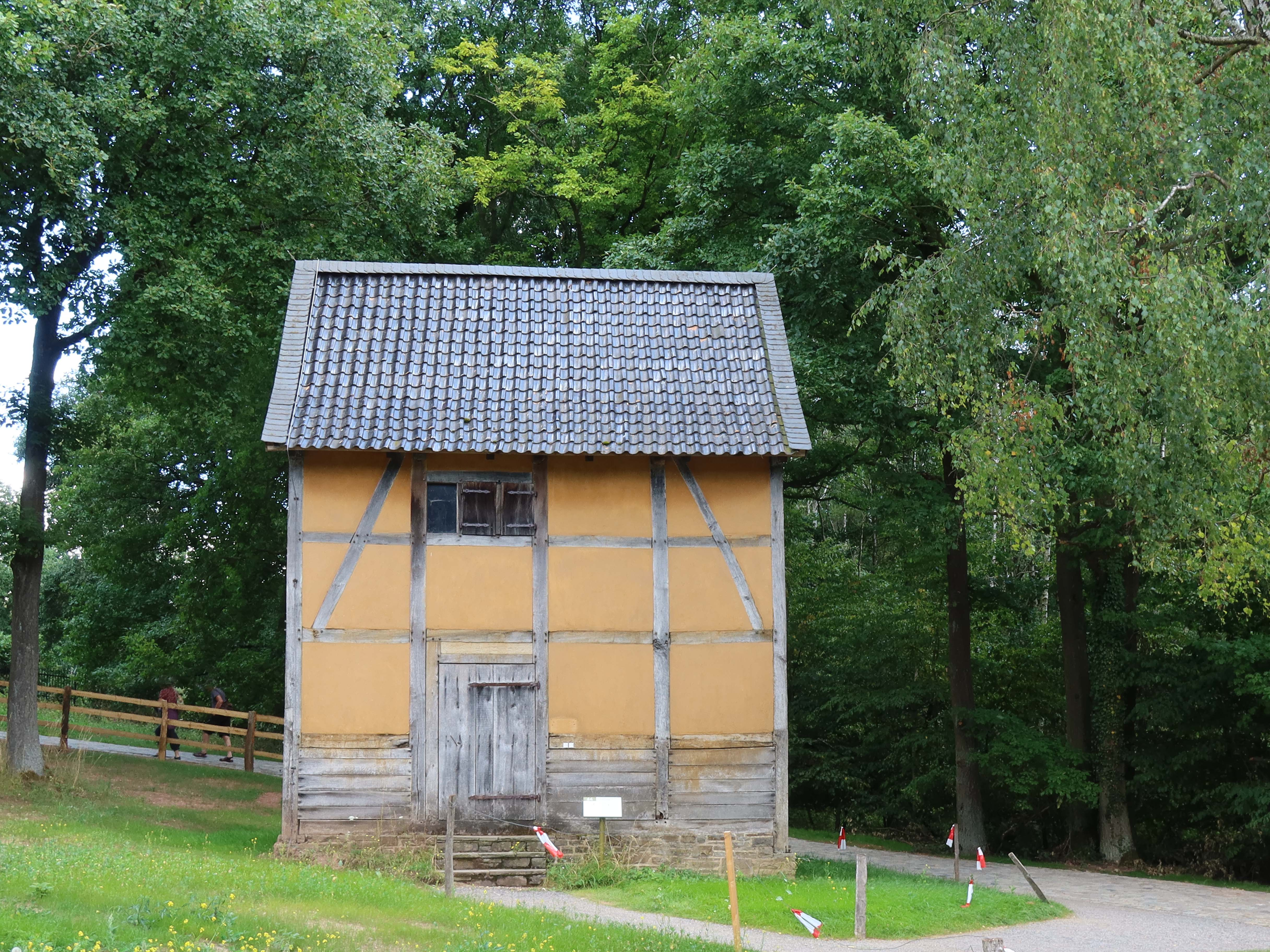
Garnkasten aus Barmen-Öhde (zweite Hälfte 18. Jahrhundert)

Ein Garnkasten (im Dialekt: Gaankassen) ist ein solide gebauter, kleiner Holzschuppen, der im 15. bis 18. Jahrhundert im Bergischen Land zur Aufbewahrung des Garns der Garnbleicher diente.

## Garnkasten
Das Lagerhaus, ähnlich einem Haferkasten, sollte das Garn vor Diebstahl und Feuer schützen. Aufbewahrt wurde das gebleichte oder zu bleichende Garn, das die Haupterwerbsquelle der Garnbleicher darstellte. Erbaut waren die Gebäude als Holz- bzw. Fachwerkhäuser.
Ein ehemals bekannter Garnkasten stand in den Barmer Anlagen, er war ehemals der letzte erhaltene Garnkasten und wurde Ende der 1860er Jahre infolge der Erweiterung der Bahnanlagen in Rosenau (Barmen-Rittershausen) zu den Barmer Anlagen, nahe der Lönsstraße transloziert. Er ist in der Nachkriegszeit verrottet und wurde demoliert, er wurde dann abgerissen. Ein weiterer Garnkasten stand im Wuppertaler Ortsteil Kothen, er wurde um 1920 abgetragen. Ein weiterer Garnkasten aus der Öhde wurde dann unter Vermittlung des Historikers Klaus Goebel 1958 ins Freilichtmuseum Kommern in der Eifel transloziert.

## Garnkammer

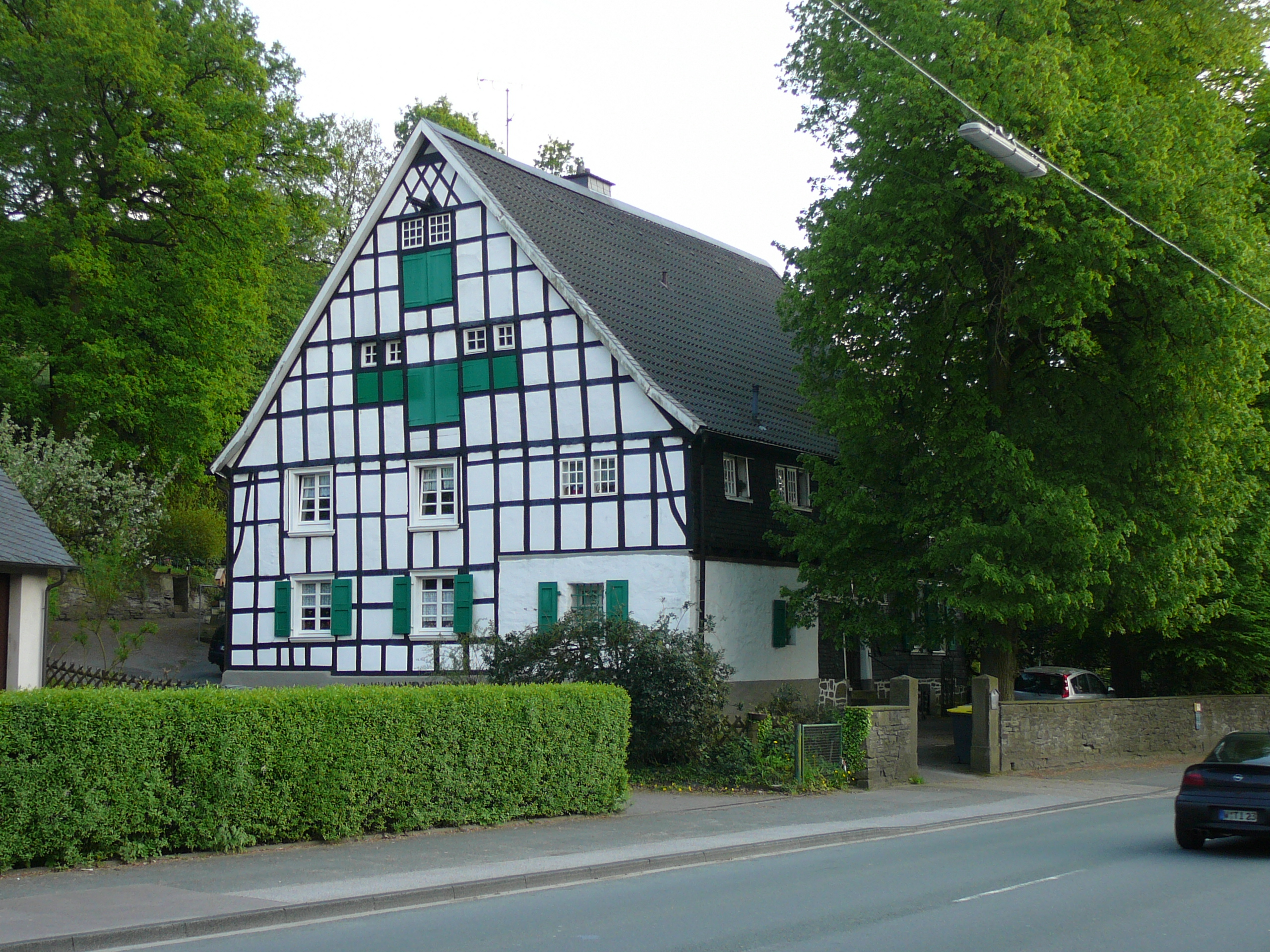
Eine ehemalige Garnkammer in der Öhde im Erdgeschoss des Bleicherhaus Tönnies

Eine besondere Bauart des Garnkastens ist die Garnkammer (im Dialekt: Gaankamer), die Teil eines Gebäudes ist und aus gemauerten Wänden besteht.